# 陳遐齢
陳 遐齢（ちん かれい）は中華民国の軍人。西康地域などで活動した。字は立鶴。号は雲皋。

## 事跡
1894年（光緒20年）、甲午武挙に合格する。後に日本へ留学して陸軍士官学校を卒業した。1907年（光緒33年）、標統として四川省に赴任した。
1917年（民国6年）10月、護理川辺鎮守使に任ぜられ、西康地域に割拠した。翌年2月、熊克武の後任として正式に川辺鎮守使に任命された。4月、チベット軍が西康を攻撃してくると、陳はこれを迎撃した。しかし、北京政府中央の支援が望めなかったため、8月、和議を結んでいる。以後、7年に渡り陳は川辺鎮守使の地位にあり、1922年（民国11年）、北京政府から康威将軍の位も授与された。
しかし1924年（民国13年）5月に劉湘が川辺（川康）防務督弁に任じられると、川辺鎮守使の陳遐齢と鼎立関係になった。その後、陳は川軍指揮官である劉成勲の攻勢に押され、劉成勲は同年12月に劉湘の後任として川辺防務督弁に任じられている。1925年（民国14年）2月、川辺防務督弁は西康屯墾使に改組され、引き続き劉成勲がその地位に就いた。一方の陳は、大勢が決したと見て下野し、同時に川辺鎮守使も廃止されている。
下野後の陳遐齢はしばらく北京に隠居していた。1937年（民国26年）に帰郷する。その後は、湖南省参議会参議員などの職をつとめ、地方の名士として様々な社会事業に取り組んだ。中華人民共和国成立後も、そのまま故郷に留まっている。
しかし1950年12月、陳遐齢は反革命罪を問われて中国共産党により殺害された。享年78。1984年5月、共産党は冤罪による処刑であったことを認めて陳の名誉を回復し、あわせて「愛国人士」との認定も行っている。